# Intel i960

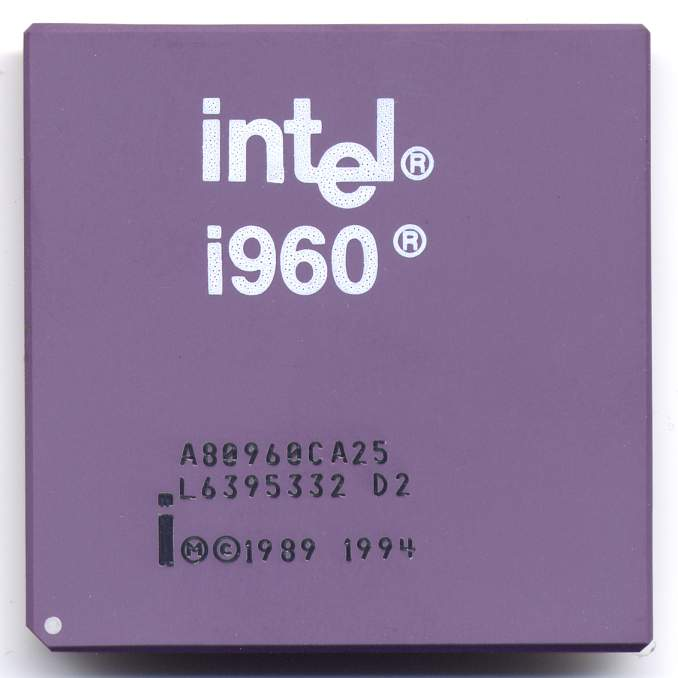
Un Intel i960.

L’Intel i960 (ou 80960) est un processeur Intel de conception RISC qui est devenu assez populaire au début des années 1990 comme microcontrôleur, et qui fut pendant un certain temps le processeur le plus vendu dans ce domaine, sortant l'AMD 29000. Malgré son succès, à cause d'un effet secondaire dû à un procès avec DEC, à l'issue duquel Intel acheta à DEC sa division semiconducteurs afin de produire le StrongARM, Intel abandonna le développement de l'i960 vers la fin des années 1990.
La conception des i960 commença lorsque la re-implémentation de l'iAPX 432 échoua au début des années 1980. L'i432 était très puissant, mais terriblement lent. Toutefois ces deux problèmes n'étaient pas connexes, l'exécution lente était le résultat de la conception du processeur, pas les instructions puissantes qu'il incluait. Au milieu des années 1980 Intel et Siemens lancèrent un projet commun pour créer la machine de BiiN, et en tant que partie de ce projet l'i432 était reconstruite sur un cœur RISC, créant les 960 MC. 
Bien que les 960 MC n'aient jamais été commercialisés, Intel reprit plus tard la conception du cœur du processeur, abandonna les instructions i432 et le microcode pour un processeur RISC simple mais puissant. Les premières versions étaient des processeurs complets avec une MMU, mais ils concurrençaient leur processeur i860 qui était à ce moment « LE » système d'Intel RISC, et ainsi l'i960 fut re-ciblé sur le marché des systèmes embarqués, perdant alors la MMU.
L'i960 a été conçu dès le début pour utiliser une architecture superscalaire, avec des instructions étant expédiées à une ou plusieurs ALU. Les premières implémentations de la puce incluaient seulement un ALU, mais des versions ultérieures avec des ALU multiples furent disponibles en 1989. Il y a seize registres globaux 32 bits, et seize registres « caches » pour des appels de routines rapides (semblables au concept de registre de fenêtres dans le design RISC de Berkeley). À la différence de la plupart des Intel, l'i960 a un espace mémoire 32 bits plat, sans segmentation de mémoire.